# GCC Bank Headquarters
Le GCC Bank Headquarters est un gratte-ciel de 264 mètres en construction à Riyad en Arabie saoudite. Son achèvement est prévu pour 2021.